# Strzelba M1014 JSCS
M1014 Joint Service Combat Shotgun – wersja włoskiej strzelby samopowtarzalnej Benelli M4 Super90 produkowana na zamówienie amerykańskich wojsk lądowych i piechoty morskiej.

## Historia konstrukcji
W ramach programu Joint Service Small Arms US Army i US Marine Corps ogłosiły pod koniec lat dziewięćdziesiątych zapotrzebowanie na nową strzelbę bojową. Wytyczne konkursu zostały opracowane przez komisję złożoną z przedstawicieli wszystkich rodzajów sił zbrojnych, a wiodącą rolę w konkursie miał odegrać korpus piechoty morskiej (USMC). W ramach badań konkursowych badano strzelby:
- Benelli M1 Super90
- Benelli M3 Super90
- Benelli M4 Super90
- Luigi Franchi SPAS-12
- Luigi Franchi SPAS-15
- Fabarm SDASS Tactical
- Sajga 12K
- Neostead
- Striker-12
- RMB-93
- TOZ-94

W wyniku badań najpierw odrzucono strzelby powtarzalne. W toku następnych badań uznano strzelby samopowtarzalne z klasycznym magazynkiem rurowym za lepsze od modeli z magazynkami wymiennymi. Ostatecznie do dalszych prób jako XM1014 skierowano strzelbę Benelli M4 Super90. 9 lutego 1999 roku ogłoszono zwycięstwo włoskiej firmy. 8 lutego 2000 roku zakończono ostateczne próby i dwa dni później ogłoszono decyzję o przyjęciu strzelby do uzbrojenia pod oznaczeniem M1014.
We wrześniu 2000 (według niektórych źródeł w kwietniu 2001 roku) piechota morska otrzymała pierwsze 400 strzelb M1014. Łącznie pierwsze zamówienie mówi o dostarczeniu 36 000 egzemplarzy strzelby M1014.

## Opis konstrukcji
Strzelba Benelli M1014 JSCS jest bronią samopowtarzalną. Zasada działania oparta na tzw. zamku Montefeltro. Zamek ryglowany jest z lufą dwoma ryglami. Zamek jest osadzony w suwadle. Po strzale odrzut broni powoduje ruch strzelby do tyłu, natomiast ruch suwadła o dużej bezwładności jest wolniejszy, co powoduje zmniejszenie odstępu pomiędzy suwadłem a lufą i ściśnięcie sprężyny znajdującej się między zamkiem a suwadłem. Rozprężenie tej sprężyny powoduje odrzucenie do tyłu suwadła, odryglowanie zamka i następnie przeładowanie broni. Dodatkowej energii suwadłu dostarczają dwa popychacze napędzane przez gazy prochowe (układ ARGO). Mechanizm spustowy kurkowy umożliwia strzelanie ogniem pojedynczym. Zasilanie ze stałego, rurowego magazynka podlufowego o pojemności 6 nabojów. Broń może strzelać zarówno zwykłymi nabojami o łusce długości 70 mm, jak i nabojami o łusce długości 76mm (Magnum). Bezpiecznik ma postać kołka umieszczonego w tylnej części kabłąka osłony spustu. Mechaniczne przyrządy celownicze typu Ghost Ring. Dodatkowo każdy egzemplarz strzelby posiada podstawę Picatinny Rail umożliwiającą montaż innych celowników (najczęściej kolimatorowych). Kolba z tworzywa sztucznego, wysuwana.